# Tadeusz Perdzyński
Tadeusz Perdzyński, ps. „Tomir”, „Tarnawa” (ur. 28 października 1910 w Warszawie, zm. 27 października 1989 w Toruniu) – polski adwokat, podpułkownik ludowego Wojska Polskiego, porucznik Wojska Polskiego II Rzeczypospolitej, uczestnik wojny obronnej 1939, oficer Komendy Głównej Armii Krajowej, powstaniec warszawski, kawaler Srebrnego Krzyża Virtuti Militari, trzykrotnie odznaczony Krzyżem Walecznych.

## Życiorys
Urodził się 28 października 1910 w Warszawie, w rodzinie Czesława, lekarza i Zofii z Kossowskich. Był absolwentem Szkoły Podchorążych Artylerii w Toruniu. 7 sierpnia 1932 prezydent RP mianował go podporucznikiem ze starszeństwem z 15 sierpnia 1932 i 78. lokatą w korpusie oficerów artylerii, a minister spraw wojskowych wcielił do 22 pułku artylerii lekkiej w Rzeszowie (od 1933 w Przemyślu) na stanowisko dowódcy plutonu. 1 marca 1935 prezydent RP nadał mu z dniem 1 stycznia 1935 stopień porucznika w korpusie oficerów artylerii i 79. lokatą. W 1938 rozpoczął naukę w Wyższej Szkole Wojennej w Warszawie, którą przerwał wybuch II wojny światowej.
Podczas kampanii wrześniowej 1939 jako oficer Armii „Karpaty” walczył na Śląsku. Następnie dotarł do Warszawy i zaangażował się w działalność konspiracyjną w Służbie Zwycięstwu Polski, Związku Walki Zbrojnej i Armii Krajowej. Nosił pseudonimy konspiracyjne „Tomir” i „Tarnawa”. Został oficerem w Komendzie Głównej Armii Krajowej – Oddział III (Operacyjno-Szkoleniowy) – Wydział Operacyjny. W 1940 był dowódcą I Rejonu Legionowo ZWZ w stopniu kapitana.
Podczas powstania warszawskiego walczył na Starym Mieście i w Śródmieściu. Od 1 sierpnia 1944 był członkiem ścisłego sztabu gen. Tadeusza Komorowskiego „Bora”. W czasie powstania odniósł rany. Za zasługi wojenne został odznaczony Krzyżem Srebrnym Orderu Virtuti Militari i trzykrotnie Krzyżem Walecznych. Po upadku powstania wyszedł z Warszawy z ludnością cywilną. Dostał się do Częstochowy, gdzie prowadził działalność wojskową pod rozkazami Komendy Głównej AK do 19 stycznia 1945. 
W lipcu 1945 został powołany do Ludowego Wojska Polskiego. Został starszym instruktorem w Oddziale Wyszkolenia Głównego Zarządu Polityczno-Wychowawczego Wojska Polskiego. W ramach tej służby wydano o nim następującą opinię: „Wybitna inteligencja i znajomość rzemiosła wojskowego. Jest b. pilny, sumienny, zdyscyplinowany i ochotny do pracy. W poglądach i w postępowaniu szczery demokrata, wykazujący pozytywny stosunek do Rządu Jedności Narodowej i jego poczynań. Zasługuje na zaufanie.”. 4 września 1945 został wykładowcą taktyki w Centrum Wyszkolenia Artylerii w Toruniu. Pod koniec 1945 rozpoczął studia prawnicze na Wydziale Prawno-Ekonomicznym Uniwersytetu w Toruniu, które ukończył 20 marca 1947. Podczas służby w Centrum Wyszkolenia Artylerii 7 października 1945 otrzymał następującą ocenę: „Nie zdradza zamiłowania do pracy w szkolnictwie, a nawet w wojsku. Angażuje się w pracy politycznej w kierunku niewłaściwym”. Wytknięto mu związki z Polską Partią Socjalistyczną. 20 grudnia 1946 został awansowany do stopnia podpułkownika.
14 października 1947 przeniesiono go w stopniu komandora-porucznika na stanowisko szefa Artylerii Marynarki Wojennej w Gdyni. W 1949 dowódca Marynarki Wojennej kontradmirał Włodzimierz Steyer ocenił go w następujący sposób: „Nieprzydatny na stanowisku. Nie posiada kwalifikacji artylerzysty morskiego. Jest poglądów reakcyjnych i w swoisty sposób przejawia wrogie oddziaływanie na innych oficerów.” 1 lutego 1949 odszedł z wojska.
W 1950 został aresztowany przez Informację Wojskową z zarzutem „działalności dywersyjno-szpiegowskiej na rzecz imperialistów”. Został skazany w jednym z pokazowych procesów „Tatarowskich” na 10 lat więzienia. Wyszedł na wolność w 1956 i został zrehabilitowany.
Po odbyciu aplikacji w 1960 został adwokatem specjalizującym się w sprawach karnych. W 1984 przeszedł na emeryturę. Zmarł 27 października 1989 w Toruniu.
Był dwukrotnie żonaty. Z pierwszego małżeństwa urodziła się córka Barbara, z drugiego zawartego z Ireną Celichowską miał syna Wojciecha (profesora medycyny) i córkę Annę (doktor nauk medycznych, pracowniczkę Warszawskiego Uniwersytetu Medycznego).

## Ordery i odznaczenia
- Krzyż Srebrny Orderu Virtuti Militari
- Krzyż Walecznych (trzykrotnie)
- Medal za Warszawę 1939–1945 (17 stycznia 1946)[9]
- Odznaka „Adwokatura Zasłużonym” (pośmiertnie, 2016)[5]